# Powidz (gemeente)
De gemeente Powidz is een landgemeente in het Poolse woiwodschap Groot-Polen, in powiat Słupecki.
De zetel van de gemeente is in Powidz.
Op 30 juni 2004 telde de gemeente 2091 inwoners.
De Poolse luchtmacht heeft nabij Powidz een basis waar onder meer met C-130 Hercules-transportvliegtuigen wordt gevlogen.

## Oppervlakte gegevens
In 2002 bedroeg de totale oppervlakte van gemeente Powidz 80,15 km², waarvan:
- agrarisch gebied: 28%
- bossen: 47%

De gemeente beslaat 9,57% van de totale oppervlakte van de powiat.

## Demografie
Stand op 30 juni 2004:
| Omschrijving                   | Totaal | Totaal | Vrouwen | Vrouwen | Mannen | Mannen |
| ------------------------------ | ------ | ------ | ------- | ------- | ------ | ------ |
| eenheid                        | aantal | %      | aantal  | %       | aantal | %      |
| inwoners                       | 2091   | 100    | 1031    | 49,3    | 1060   | 50,7   |
| bevolkingsdichtheid (inw./km²) | 26,1   | 26,1   | 12,9    | 12,9    | 13,2   | 13,2   |

In 2002 bedroeg het gemiddelde inkomen per inwoner 3036,72 zł.

## Administratieve plaatsen (sołectwo)
Anastazewo, Charbin, Ługi, Ostrowo, Polanowo, Powidz, (sołectwa: Powidz en Powidz-Osiedle), Przybrodzin, Smolniki Powidzkie, Wylatkowo.

## Aangrenzende gemeenten
Kleczew, Orchowo, Ostrowite, Słupca, Strzałkowo, Witkowo